# Milhaud (Gard)
Pour les articles homonymes, voir Milhaud.
Milhaud [mijo] est une commune française située dans le sud du département du Gard en région Occitanie.
Exposée à un climat méditerranéen, elle est drainée par le Vieux Vistre, la Pondre, le Grand Campagnolle et par divers autres petits cours d'eau. La commune possède un patrimoine naturel remarquable : un site Natura 2000 (les « costières nîmoises »), un espace protégé (les « Costières de Nimes ») et une zone naturelle d'intérêt écologique, faunistique et floristique.
Milhaud est une commune urbaine qui compte 6 142 habitants en 2022, après avoir connu une forte hausse de la population depuis 1962. Elle est dans l'agglomération de Nîmes et fait partie de l'aire d'attraction de Nîmes. Ses habitants sont appelés les Milhaudois ou  Milhaudoises.

## Géographie

### Localisation
La commune est située à 7 km du centre-ville de Nîmes, à proximité des Costières.
Outre Nîmes, les grandes villes proches desservies par les grands axes sont Montpellier (48 km), Orange (63 km), Avignon (55 km) et Marseille (126 km).
Les communes limitrophes sont  Aubord, Bernis, Caveirac, Générac, Langlade et Nîmes.

### Hydrographie et relief
C'est le premier village au sud-ouest de Nîmes, sur la route Nîmes-Montpellier (RN113), bordé au nord par la garrigue, au sud par la plaine agricole de la Vistrenque longeant elle-même le Vistre, et à l'ouest par un affluent du Vistre appelé lou valla de l'arrière.

### Climat
Pour des articles plus généraux, voir Climat de l'Occitanie et Climat du Gard.
En 2010, le climat de la commune est de type climat méditerranéen franc, selon une étude s'appuyant sur une série de données couvrant la période 1971-2000. En 2020, Météo-France publie une typologie des climats de la France métropolitaine dans laquelle la commune est exposée à un climat méditerranéen et est dans la région climatique Provence, Languedoc-Roussillon, caractérisée par une pluviométrie faible en été, un très bon ensoleillement (2 600 h/an), un été chaud (21,5 °C), un air très sec en été, sec en toutes saisons, des vents forts (fréquence de 40 à 50 % de vents > 5 m/s) et peu de brouillards.
Pour la période 1971-2000, la température annuelle moyenne est de 14,4 °C, avec une amplitude thermique annuelle de 17,2 °C. Le cumul annuel moyen de précipitations est de 732 mm, avec 6 jours de précipitations en janvier et 2,7 jours en juillet. Pour la période 1991-2020, la température moyenne annuelle observée sur la station météorologique la plus proche, située sur la commune de Nîmes à 7 km à vol d'oiseau, est de 15,6 °C et le cumul annuel moyen de précipitations est de 734,4 mm,. Pour l'avenir, les paramètres climatiques de la commune estimés pour 2050 selon différents scénarios d’émission de gaz à effet de serre sont consultables sur un site dédié publié par Météo-France en novembre 2022.

### Voies de communication et transports

#### Axes ferroviaires
- Gare de Milhaud (halte SNCF).

#### Axes routiers
Milhaud est implantée à 5 km de la sortie de l'autoroute A9, située à la sortie immédiate de Nîmes, en bordure de la RN 113 en direction de Montpellier.

#### Transports en commun
Le village est desservi par la ligne 11  du réseau TANGO (Transport de l'Agglomération Nîmoise)

### Milieux naturels et biodiversité

#### Espaces protégés
La protection réglementaire est le mode d’intervention le plus fort pour préserver des espaces naturels remarquables et leur biodiversité associée,.
La commune fait partie de la zone de transition des gorges du Gardon, un territoire d'une superficie de 23 800 ha reconnu réserve de biosphère par l'UNESCO en 2015 pour l'importante biodiversité qui la caractérise, mariant garrigues, plaines agricoles et yeuseraies,.
Un  autre espace protégé est présent sur la commune : 
les « Costières de Nimes », un terrain acquis (ou assimilé) par un conservatoire d'espaces naturels, d'une superficie de 2 027 ha.

#### Réseau Natura 2000

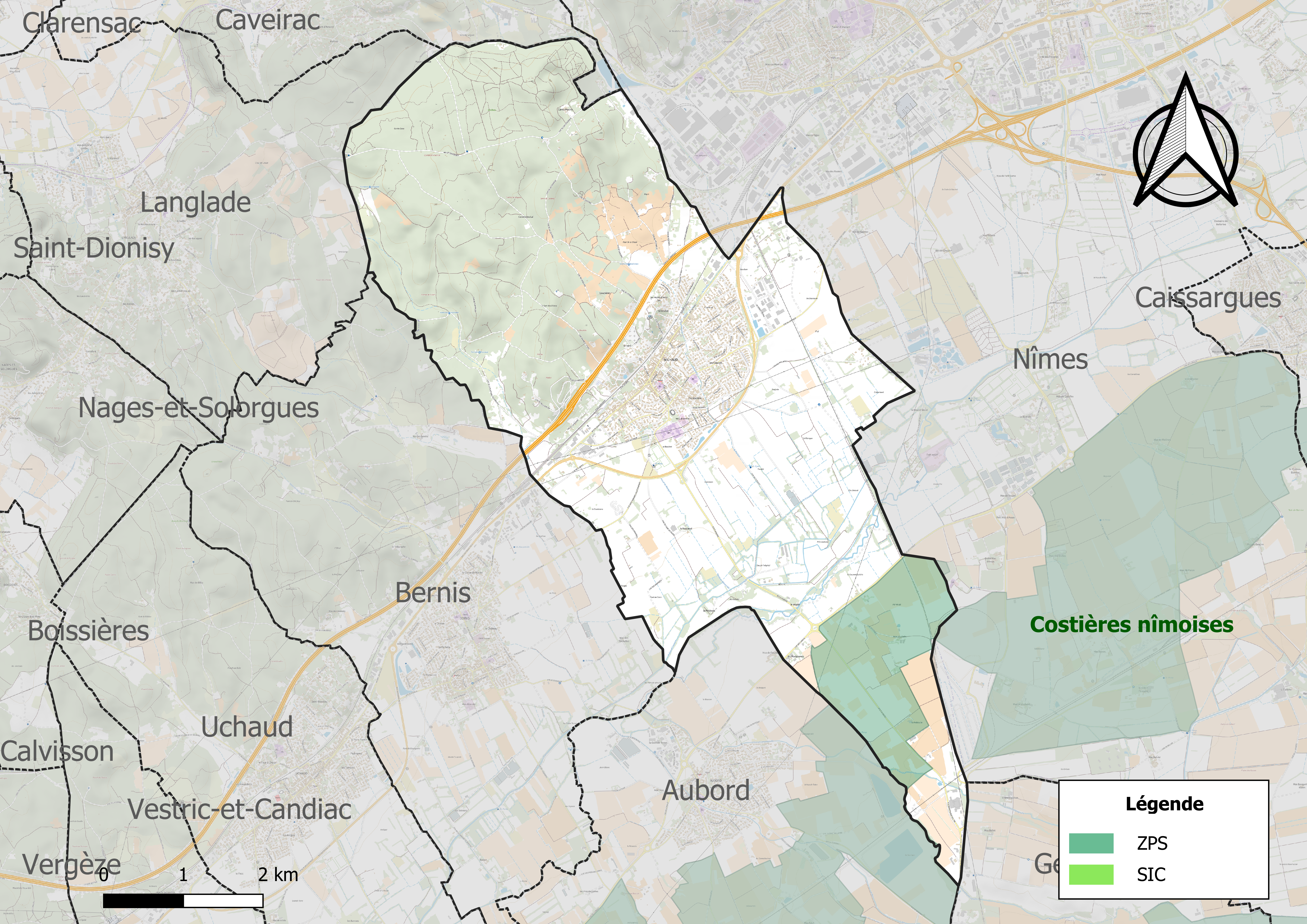
Sites Natura 2000 sur le territoire communal.

Le réseau Natura 2000 est un réseau écologique européen de sites naturels d'intérêt écologique élaboré à partir des directives habitats et oiseaux, constitué de zones spéciales de conservation (ZSC) et de zones de protection spéciale (ZPS).
Un site Natura 2000 a été défini sur la commune au titre  de la directive oiseaux : les « costières nîmoises », d'une superficie de 13 479 ha, qui accueillait, en 2004, 300 mâles chanteurs, soit 60% des mâles reproducteurs de la région et près du quart des mâles reproducteurs en France.

#### Zones naturelles d'intérêt écologique, faunistique et floristique

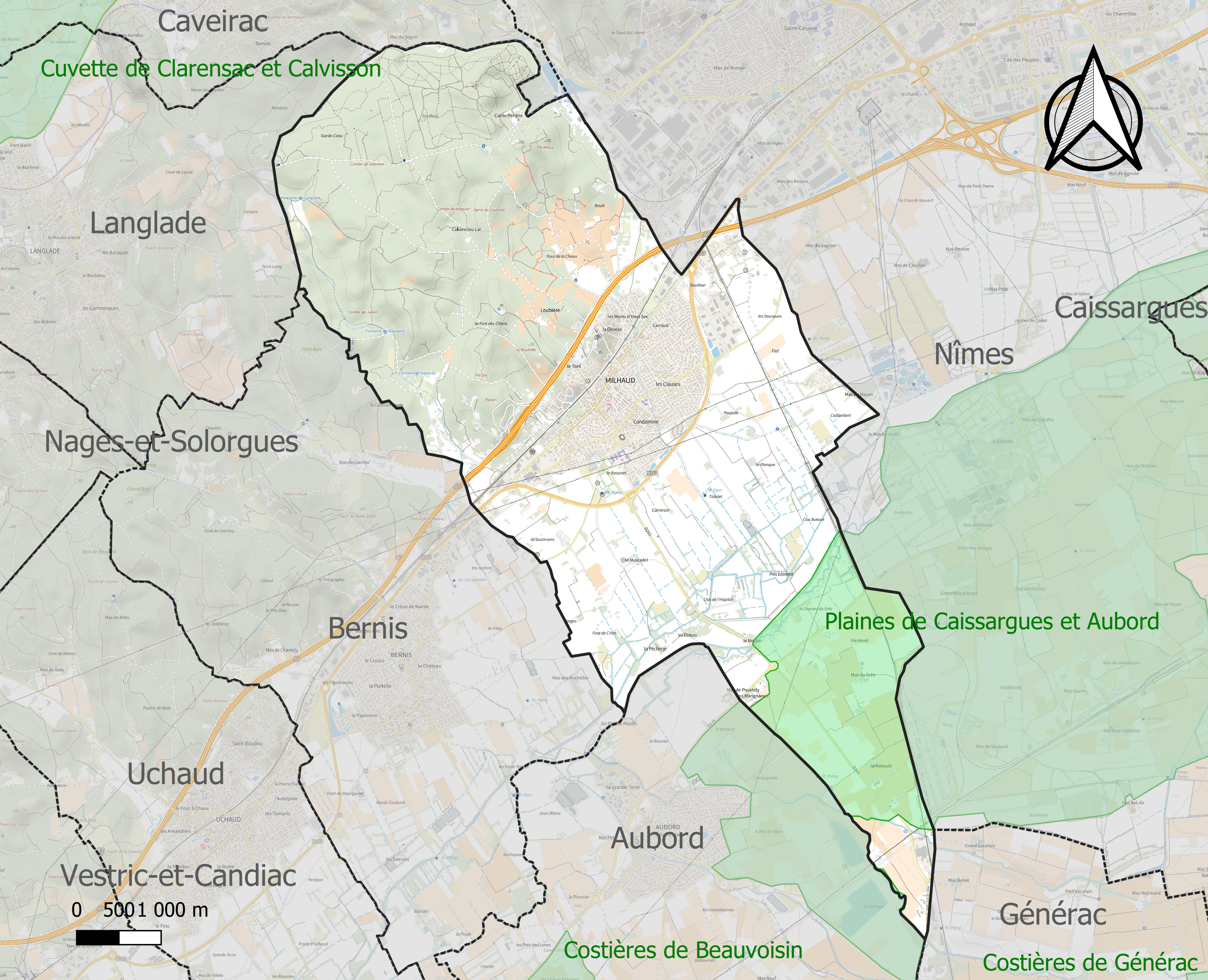
Carte de la ZNIEFF de type 1 localisée sur la commune.

L’inventaire des zones naturelles d'intérêt écologique, faunistique et floristique (ZNIEFF) a pour objectif de réaliser une couverture des zones les plus intéressantes sur le plan écologique, essentiellement dans la perspective d’améliorer la connaissance du patrimoine naturel national et de fournir aux différents décideurs un outil d’aide à la prise en compte de l’environnement dans l’aménagement du territoire.
Une ZNIEFF de type 1 est recensée sur la commune :
les « plaines de Caissargues et Aubord » (1 603 ha), couvrant 4 communes du département.

## Urbanisme

### Typologie
Au 1er janvier 2024, Milhaud est catégorisée ceinture urbaine, selon la nouvelle grille communale de densité à sept niveaux définie par l'Insee en 2022.
Elle appartient à l'unité urbaine de Nîmes, une agglomération intra-départementale regroupant neuf  communes, dont elle est une commune de la banlieue,,. Par ailleurs la commune fait partie de l'aire d'attraction de Nîmes, dont elle est une commune de la couronne,. Cette aire, qui regroupe 92 communes, est catégorisée dans les aires de 200 000 à moins de 700 000 habitants,.

### Occupation des sols
L'occupation des sols de la commune, telle qu'elle ressort de la base de données européenne d’occupation biophysique des sols Corine Land Cover (CLC), est marquée par l'importance des territoires agricoles (55,8 % en 2018), en diminution par rapport à 1990 (61,7 %). La répartition détaillée en 2018 est la suivante : 
zones agricoles hétérogènes (32,8 %), forêts (30,3 %), cultures permanentes (23 %), zones urbanisées (8,5 %), zones industrielles ou commerciales et réseaux de communication (5,4 %). L'évolution de l’occupation des sols de la commune et de ses infrastructures peut être observée sur les différentes représentations cartographiques du territoire : la carte de Cassini (XVIIIe siècle), la carte d'état-major (1820-1866) et les cartes ou photos aériennes de l'IGN pour la période actuelle (1950 à aujourd'hui).

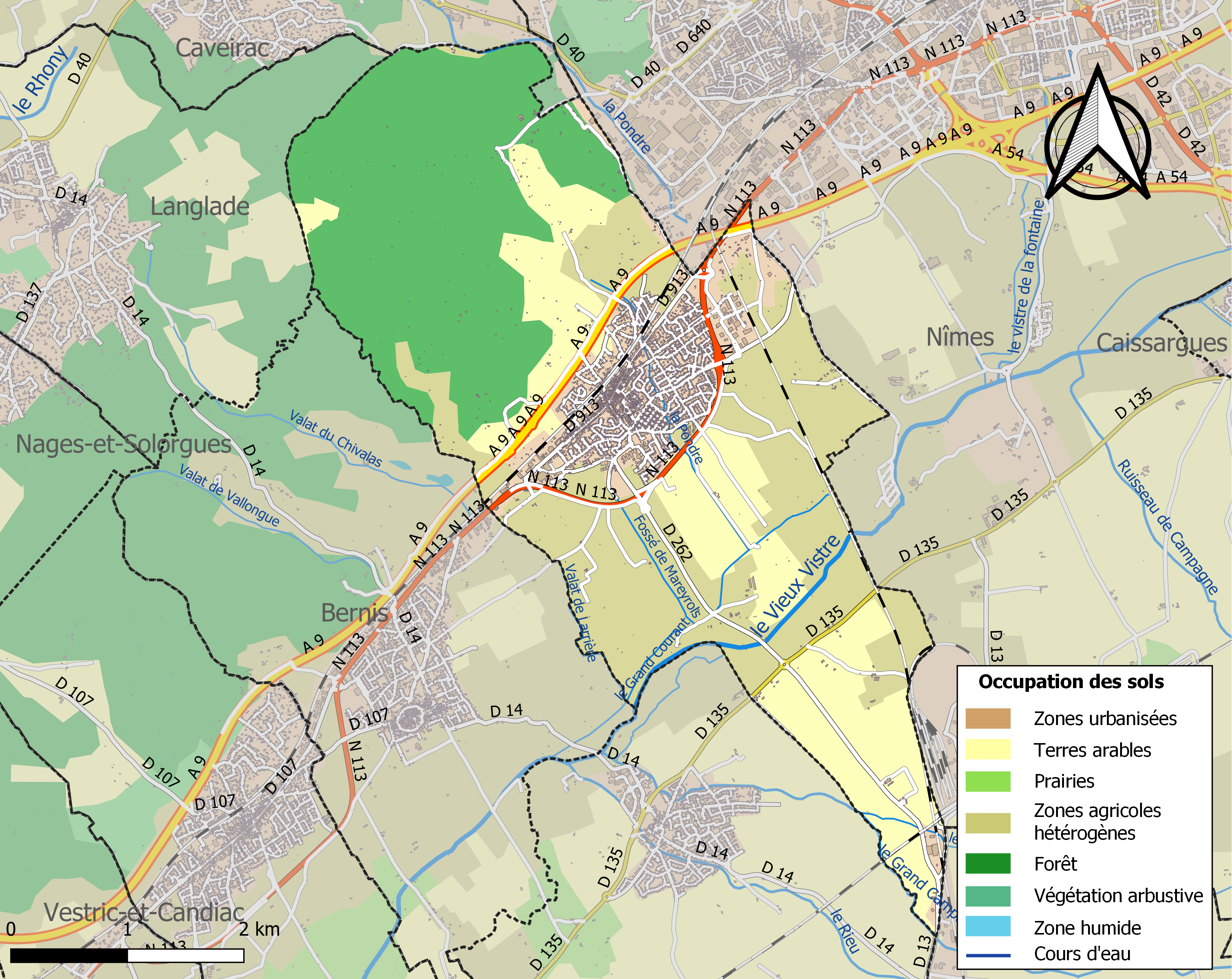
Carte des infrastructures et de l'occupation des sols de la commune en 2018 (CLC).

### Morphologie urbaine
Milhaud est une ville de 6142 habitants à caractère pavillonnaire.

### Risques majeurs
Le territoire de la commune de Milhaud est vulnérable à différents aléas naturels : météorologiques (tempête, orage, neige, grand froid, canicule ou sécheresse), inondations, feux de forêts et séisme (sismicité faible). Il est également exposé à un risque technologique,  le transport de matières dangereuses. Un site publié par le BRGM permet d'évaluer simplement et rapidement les risques d'un bien localisé soit par son adresse soit par le numéro de sa parcelle.

#### Risques naturels
La commune fait partie du territoire à risques importants d'inondation (TRI) de Nîmes, regroupant 20 communes soumises aux aléas de ruissellement pour la commune de Nîmes et de débordements de cours d’eau, notamment du Vistre, d'un de ses affluents, le Rhôny, et plus à la marge du Rhône, à l’aval, un des 31 TRI qui ont été arrêtés fin 2012 sur le bassin Rhône-Méditerranée. Les événements significatifs passés relatifs à la Vistre sont des crues rapides et violentes, qui causent d’importants dégâts, voire des pertes humaines (octobre 1988, septembre 2002, décembre 2003, septembre 2005 notamment). Concernant le Rhôny, les principales crues recensées à Codognan ont eu lieu en 1845, 1933, 1945, 1958, 1963, 1976, 1987 et en octobre 1988. Cette dernière est la plus importante et marquante pour la population nîmoise. Des cartes des surfaces inondables ont été établies pour trois scénarios : fréquent (crue de temps de retour de 10 ans à 30 ans), moyen (temps de retour de 100 ans à 300 ans) et extrême (temps de retour de l'ordre de 1 000 ans, qui met en défaut tout système de protection),. La commune a été reconnue en état de catastrophe naturelle au titre des dommages causés par les inondations et coulées de boue survenues en 1982, 1984, 1987, 1988, 1994, 1998, 2002, 2004, 2005 et 2021,.

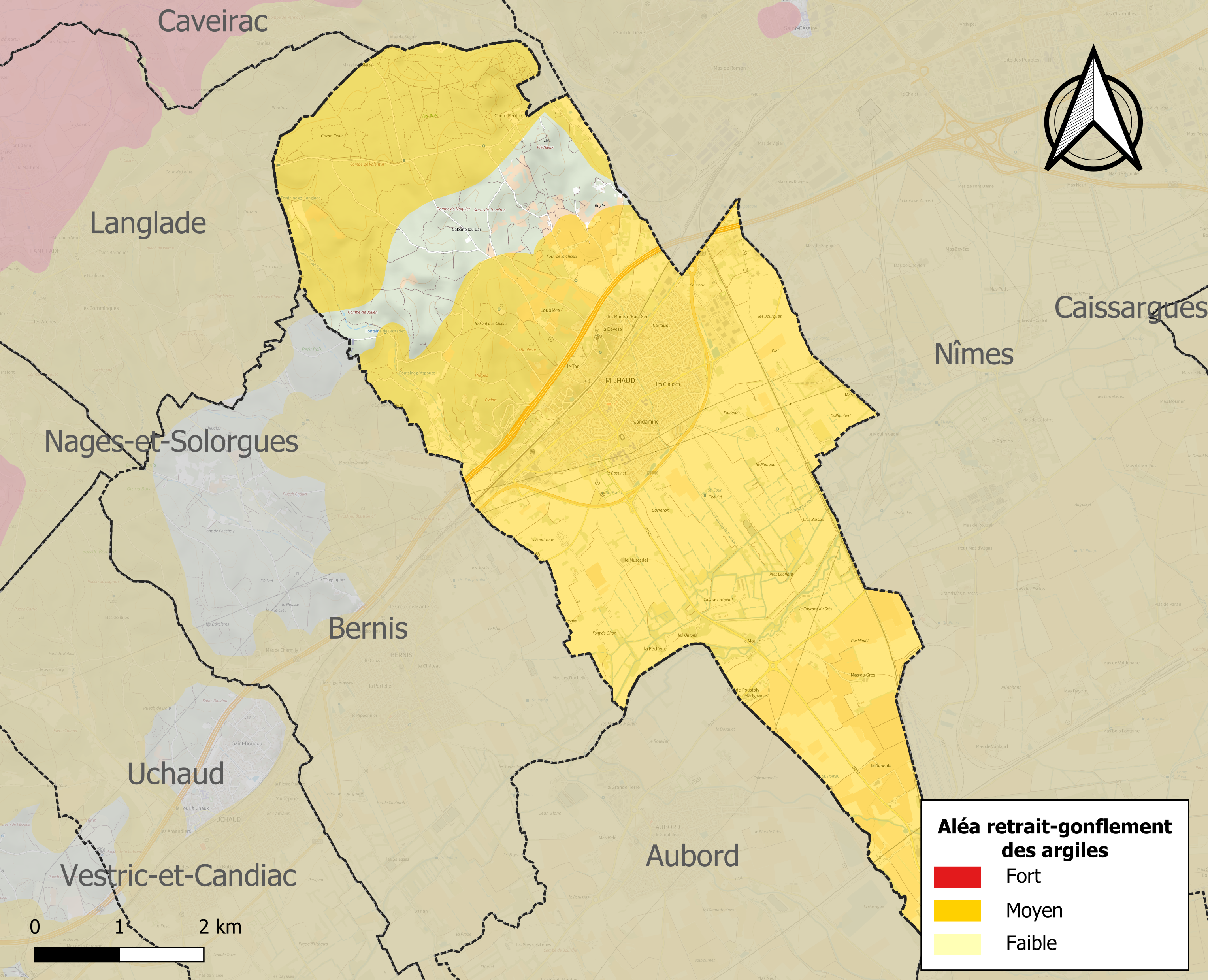
Carte des zones d'aléa retrait-gonflement des sols argileux de Milhaud.

Le retrait-gonflement des sols argileux est susceptible d'engendrer des dommages importants aux bâtiments en cas d’alternance de périodes de sécheresse et de pluie. 90,3 % de la superficie communale est en aléa moyen ou fort (67,5 % au niveau départemental et 48,5 % au niveau national). Sur les 2 090 bâtiments dénombrés sur la commune en 2019, 2058 sont en aléa moyen ou fort, soit 98 %, à comparer aux 90 % au niveau départemental et 54 % au niveau national. Une cartographie de l'exposition du territoire national au retrait gonflement des sols argileux est disponible sur le site du BRGM,.
Par ailleurs, afin de mieux appréhender le risque d’affaissement de terrain, l'inventaire national des cavités souterraines permet de localiser celles situées sur la commune.

#### Risques technologiques
Le risque de transport de matières dangereuses sur la commune est lié à sa traversée par des infrastructures routières ou ferroviaires importantes ou la présence d'une canalisation de transport d'hydrocarbures. Un accident se produisant sur de telles infrastructures est en effet susceptible d’avoir des effets graves au bâti ou aux personnes jusqu’à 350 m, selon la nature du matériau transporté. Des dispositions d’urbanisme peuvent être préconisées en conséquence.

## Toponymie
En provençal : Mihau ; en languedocien : Milhau. Du roman Milhau, Milau, Melhau, Amilhau, du bas latin Amilianum, du latin Æmilianum.
Ses habitants sont les Milhaudois et Milhaudoises.

## Histoire

### Antiquité
La commune de Milhaud est située sur le tracé de la voie Domitienne.

### Moyen Âge
Le village est la possession des comtes de Toulouse, de Simon de Montfort, puis des évêques de Nîmes. Ceux-ci possèdent à Milhaud un vaste château entouré de fossés et flanqué de tours élevées. L'évêque Jean IV de Blauzac y fait réaliser de grandes réparations de 1348 à 1361. L'un des successeurs de Jean IV, Jean de Gasc, continue les travaux pendant tout son épiscopat de 1367 à 1372. Il exhausse les tours et creuse les fossés.

### Époque moderne
Le château est détruit par les huguenots en 1622.

## Politique et administration

### Liste des maires
| Période                                  | Période   | Identité                           | Étiquette   | Qualité                                                                 |
| ---------------------------------------- | --------- | ---------------------------------- | ----------- | ----------------------------------------------------------------------- |
| Les données manquantes sont à compléter. |           |                                    |             |                                                                         |
| ca. 1898                                 |           | Henri Bonnaud                      |             |                                                                         |
| Les données manquantes sont à compléter. |           |                                    |             |                                                                         |
| 1935                                     | 1944      | M. Bellot                          |             |                                                                         |
| Les données manquantes sont à compléter. |           |                                    |             |                                                                         |
| 1953                                     | 1959      | Gaston Tailland                    |             |                                                                         |
| 1959                                     | 1964      | Gustave Berthaud                   |             |                                                                         |
| 1964                                     | mars 1977 | André Costabel                     | DVD         | Chevalier de la Légion d'honneur Officier de l'Ordre national du Mérite |
| Les données manquantes sont à compléter. |           |                                    |             |                                                                         |
| juin 1995                                | mars 2014 | Jean-Michel Avellaneda (1944-2024) | DL puis UMP | Vice-président de Nîmes Métropole (2002 → 2014)                         |
| mars 2014                                | En cours  | Jean-Luc Descloux                  | DVD         | Médecin Vice-président de Nîmes Métropole (2014 → 2020)                 |

## Population et société

### Démographie
L'évolution du nombre d'habitants est connue à travers les recensements de la population effectués dans la commune depuis 1793. Pour les communes de moins de 10 000 habitants, une enquête de recensement portant sur toute la population est réalisée tous les cinq ans, les populations de référence des années intermédiaires étant quant à elles estimées par interpolation ou extrapolation. Pour la commune, le premier recensement exhaustif entrant dans le cadre du nouveau dispositif a été réalisé en 2007.

En 2022, la commune comptait 6 142 habitants, en évolution de +8,4 % par rapport à 2016 (Gard : +2,97 %, France hors Mayotte : +2,11 %).
| 1793  | 1800  | 1806  | 1821  | 1831  | 1836  | 1841  | 1846  | 1851  |
| ----- | ----- | ----- | ----- | ----- | ----- | ----- | ----- | ----- |
| 1 250 | 1 474 | 1 501 | 1 636 | 1 613 | 1 645 | 1 679 | 1 759 | 1 829 |

| 1856  | 1861  | 1866  | 1872  | 1876  | 1881  | 1886  | 1891  | 1896  |
| ----- | ----- | ----- | ----- | ----- | ----- | ----- | ----- | ----- |
| 1 824 | 1 806 | 1 896 | 1 810 | 1 664 | 1 344 | 1 348 | 1 400 | 1 428 |

| 1901  | 1906  | 1911  | 1921  | 1926  | 1931  | 1936  | 1946  | 1954  |
| ----- | ----- | ----- | ----- | ----- | ----- | ----- | ----- | ----- |
| 1 386 | 1 366 | 1 319 | 1 210 | 1 156 | 1 224 | 1 136 | 1 038 | 1 176 |

| 1962  | 1968  | 1975  | 1982  | 1990  | 1999  | 2006  | 2007  | 2012  |
| ----- | ----- | ----- | ----- | ----- | ----- | ----- | ----- | ----- |
| 1 301 | 1 562 | 2 225 | 3 564 | 4 855 | 4 874 | 5 485 | 5 578 | 5 725 |

| 2017  | 2022  | - | - | - | - | - | - | - |
| ----- | ----- | - | - | - | - | - | - | - |
| 5 636 | 6 142 | - | - | - | - | - | - | - |

### Enseignement

#### Lycée
La ville bénéficie d'un établissement d'enseignement secondaire : le lycée Geneviève Anthonioz-de Gaulle. Il a ouvert ses portes en septembre 2001,.
Il est dirigé successivement par Gérard Clamens (2001-2012), Christian Hugon-Jeannin (2012-2017), Pascal Lorblanchet (2017-2021) et Pierre Wachowiak (depuis 2021).
Il a subi plusieurs blocus, en 2008 (contre la réforme proposée par Xavier Darcos), puis en 2014 (autour de Tristan Guarinos et contre l'« élitisme » et l'« autoritarisme » allégués du proviseur Hugon-Jeannin),,,,,,,.

### Cultes
La paroisse du culte catholique dépend du diocèse de Nîmes.
Il y a une mosquée à Milhaud qui est gérée par une association. Elle est ouverte 30 minutes avant et après chaque prière.

## Économie

### Revenus
En 2018  (données Insee publiées en septembre 2021), la commune compte 2 396 ménages fiscaux, regroupant 5 749 personnes. La médiane du revenu disponible par unité de consommation est de 19 990 € (20 020 € dans le département). 43 % des ménages fiscaux sont imposés (43,9 % dans le département).

### Emploi
|                | 2008   | 2013   | 2018   |
| -------------- | ------ | ------ | ------ |
| Commune        | 9,2 %  | 11,4 % | 10,9 % |
| Département    | 10,6 % | 12 %   | 12 %   |
| France entière | 8,3 %  | 10 %   | 10 %   |

En 2018, la population âgée de 15 à 64 ans s'élève à 3 355 personnes, parmi lesquelles on compte 71,4 % d'actifs (60,5 % ayant un emploi et 10,9 % de chômeurs) et 28,6 % d'inactifs,. Depuis 2008, le taux de chômage communal (au sens du recensement) des 15-64 ans est inférieur à celui du département, mais supérieur à celui de la France.
La commune fait partie de la couronne de l'aire d'attraction de Nîmes, du fait qu'au moins 15 % des actifs travaillent dans le pôle,. Elle compte 1 405 emplois en 2018, contre 1 414 en 2013 et 1 411 en 2008. Le nombre d'actifs ayant un emploi résidant dans la commune est de 2 046, soit un indicateur de concentration d'emploi de 68,7 % et un taux d'activité parmi les 15 ans ou plus de 51,1 %.
Sur ces 2 046 actifs de 15 ans ou plus ayant un emploi, 442 travaillent dans la commune, soit 22 % des habitants. Pour se rendre au travail, 85,7 % des habitants utilisent un véhicule personnel ou de fonction à quatre roues, 4,4 % les transports en commun, 6,4 % s'y rendent en deux-roues, à vélo ou à pied et 3,5 % n'ont pas besoin de transport (travail au domicile).

### Activités hors agriculture

#### Secteurs d'activités
453 établissements sont implantés  à Milhaud au 31 décembre 2019. Le tableau ci-dessous en détaille le nombre par secteur d'activité et compare les ratios avec ceux du département,.
| Secteur d'activité                                                                                        | Commune | Commune | Département |
| Secteur d'activité                                                                                        | Nombre  | %       | %           |
| --- | ------- | ------- | ----------- |
| Ensemble                                                                                                  | 453     | 100 %   | (100 %)     |
| Industrie manufacturière, industries extractives et autres                                                | 34      | 7,5 %   | (7,9 %)     |
| Construction                                                                                              | 82      | 18,1 %  | (15,5 %)    |
| Commerce de gros et de détail, transports, hébergement et restauration                                    | 137     | 30,2 %  | (30 %)      |
| Information et communication                                                                              | 9       | 2 %     | (2,2 %)     |
| Activités financières et d'assurance                                                                      | 15      | 3,3 %   | (3 %)       |
| Activités immobilières                                                                                    | 16      | 3,5 %   | (4,1 %)     |
| Activités spécialisées, scientifiques et techniques et activités de services administratifs et de soutien | 50      | 11 %    | (14,9 %)    |
| Administration publique, enseignement, santé humaine et action sociale                                    | 54      | 11,9 %  | (13,5 %)    |
| Autres activités de services                                                                              | 56      | 12,4 %  | (8,8 %)     |

Le secteur du commerce de gros et de détail, des transports, de l'hébergement et de la restauration est prépondérant sur la commune puisqu'il représente 30,2 % du nombre total d'établissements de la commune (137 sur les 453 entreprises implantées  à Milhaud), contre 30 % au niveau départemental.

#### Entreprises et commerces
Les cinq entreprises ayant leur siège social sur le territoire communal qui génèrent le plus de chiffre d'affaires en 2020 sont : 
- Exavision, fabrication de matériels optique et photographique (6 005 k€)
- Sols Méditerranée, construction d'autres ouvrages de génie civil n.c.a. (5 308 k€)
- Spécial Menuiseries 30, travaux de menuiserie bois et PVC (3 838 k€)
- Creavie, travaux de terrassement courants et travaux préparatoires (3 270 k€)
- Milhaud, hébergement médicalisé pour personnes âgées (3 163 k€)

#### Zone d'activités
La commune compte une zone d'activité (ZAC Trajectoire) qui regroupe de nombreuses sociétés et qui se situe à proximité de la RN 113. Les infrastructures routières et ferroviaires du secteur contribuent à l'essor de la commune.

### Agriculture
La commune est dans la « Plaine Viticole », une petite région agricole occupant le  sud-est du département du Gard. En 2020, l'orientation technico-économique de l'agriculture  sur la commune est la culture de fruits ou d'autres cultures permanentes. 
|               | 1988 | 2000 | 2010 | 2020 |
| ------------- | ---- | ---- | ---- | ---- |
| Exploitations | 84   | 66   | 32   | 11   |
| SAU (ha)      | 768  | 631  | 437  | 325  |

Le nombre d'exploitations agricoles en activité et ayant leur siège dans la commune est passé de 84 lors du recensement agricole de 1988  à 66 en 2000 puis à 32 en 2010 et enfin à 11 en 2020, soit une baisse de 87 % en 32 ans. Le même mouvement est observé à l'échelle du département qui a perdu pendant cette période 61 % de ses exploitations,. La surface agricole utilisée sur la commune a également diminué, passant de 768 ha en 1988 à 325 ha en 2020. Parallèlement la surface agricole utilisée moyenne par exploitation a augmenté, passant de 9 à 30 ha.

## Culture locale et patrimoine

### Édifices civils
- Ancien moulin à vent.
- Ancienne gare.
- Demeures bourgeoises (1850-1900), dont d'anciennes et nombreuses maisons vigneronnes.
- Capitelles, cabanes en pierre sèche dans la garrigue.

### Édifices religieux
- Église Saint-Saturnin de Milhaud (rebâtie dans la seconde moitié du XIXe), dans le style néo-roman. Son clocher est surmonté d'une flèche couverte d'ardoises.
- Temple protestant néoclassique : bâti sous le Premier Empire entre 1808 et 1809, il pourrait être le premier temple de l'Église Réformée du Gard (d'une longue série durant la première moitié du XIXe siècle) construit après les « lois concordataires ».
- Mosquée : il y a une mosquée à Milhaud qui se trouve à côté de la salle des fêtes.

### Personnalités liées à la commune
- Pierre-François Villaret (1830-1896), ténor de l'opéra de 1863 à 1882, officier de l'Académie de musique.
- André-Numa Bertrand (1876-1946), pasteur.
- André Costabel (1924-2016), maire de la commune durant 18 ans, ancien Directeur Général de la Caisse Régionale du Crédit Agricole Mutuel du Gard, et membre de l'Académie de Nîmes.

## Héraldique
| Blason de Milhaud | Blason  | D'or aux quatre pals de gueules, à la bande brochant d'azur, au chef du même chargé de trois fleurs de lys aussi d'or. |
| Blason de Milhaud | Détails | Le statut officiel du blason reste à déterminer.                                                                       |